# Peter Haasen

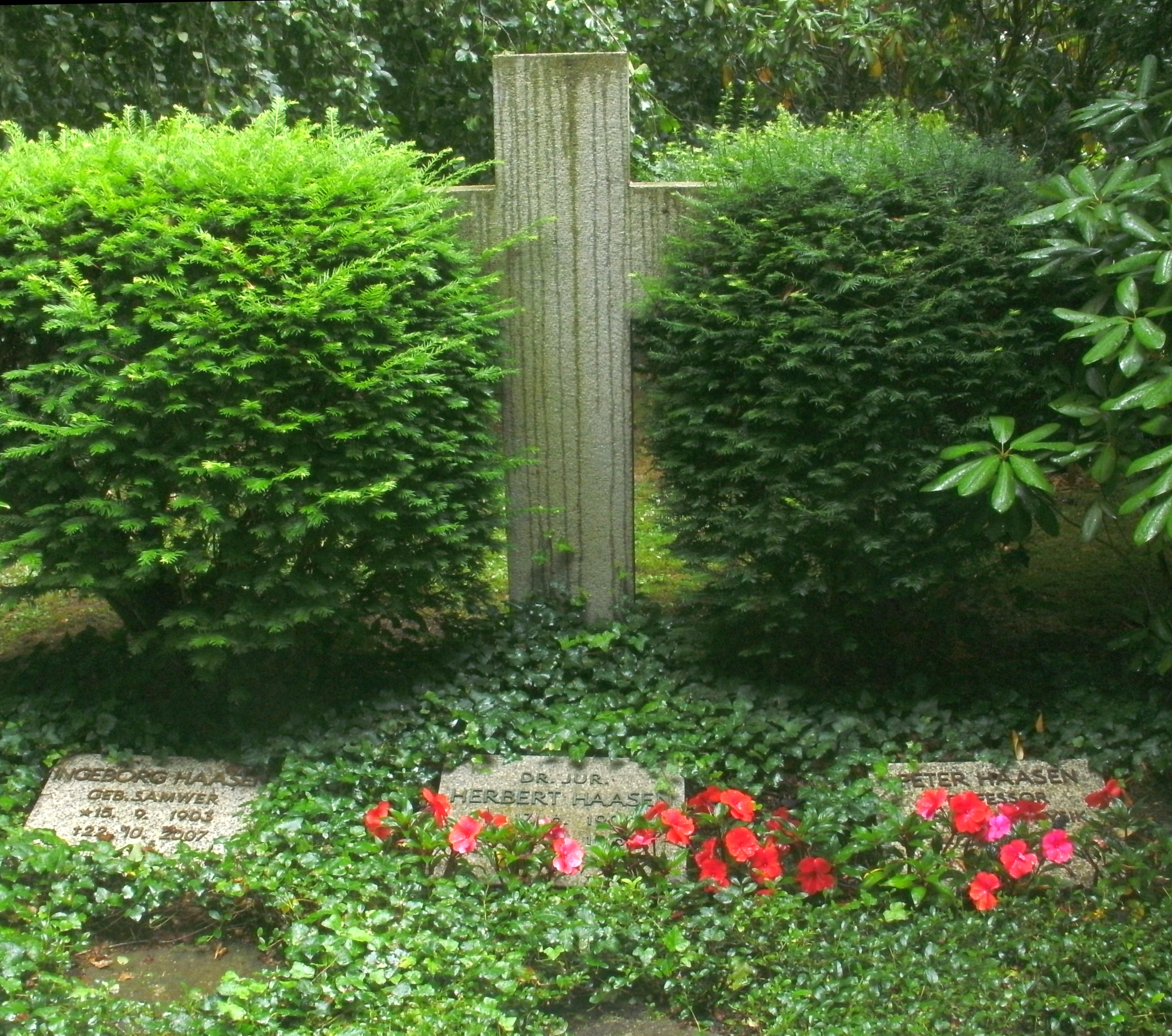
Sepultura de Peter Haasen (direita), Cemitério municipal de Göttingen

Peter Haasen (Gotha, 21 de julho de 1927 – Göttingen, 18 de outubro de 1993) foi um físico alemão.

## Obras
- Physikalische Metallkunde, Springer, Berlim, 1994 (3. Edição)